# Eli Hirsch
Eli Hirsch (nascido em 1938) é um filósofo estadunidense e professor titular de Filosofia na Universidade Brandeis.
Ele é mais conhecido por seu trabalho em Metaontologia. Ele cunhou o termo "ontologia suave" e é autor de mais de 70 livros e artigos. Muitos de seus livros lidam com objeções à ontologia baseadas no senso comum e argumentam que a maioria das disputas envolvendo objetos metafísicos gira em torno da linguística e são meramente verbais por natureza. Entre seus livros estão "Contra uma Ontologia Revisionista" (1982 - Oxford University Press) e "Ontologia de Objetos Físicos, Disputas Verbais e Senso Comum" (2005 - Filosofia e Pesquisa Fenomenológica 70 (1): 67–97).
Hirsch obteve um Ph.D. e um M.A. na NYU, e um B.A. no CUNY Brooklyn College. 
Ele também é irmão do rabino Moshe Hillel Hirsh, Rosh Yeshiva de Slabodka em Bnei Brak, Israel.